# KICK&SLIDE
『KICK&SLIDE』（キックアンドスライド）は、CRAFTER制作による日本のテレビアニメ。2021年7月7日から9月22日までテレビ東京系列『おはスタ』内のコーナーアニメとして毎週水曜に放送された。全12話。最終話翌週の9月29日にはYouTubeにて特別編が配信されている。
LDHのキッズエンタテインメントプロジェクト「KIDS B HAPPY」の第1弾であり、三代目 J SOUL BROTHERS from EXILE TRIBEをデフォルメキャラクター化した作品。

## 登場キャラクター
キック
声 - 花江夏樹
人間のキャラクターであり、リーダー。モデルはNAOTO。
フィレレ
声 - 安元洋貴
魚のキャラクター。モデルは今市隆二。
ピピポ
声 - 金田朋子
宇宙人のキャラクター。モデルは山下健二郎。
バンパ
声 - 神谷浩史
吸血鬼のキャラクター。モデルは岩田剛典。
フェニタン
声 - 岡本信彦
鳥のキャラクター。モデルは登坂広臣。
ベアベア
声 - 福圓美里
クマのキャラクター。モデルはELLY。
ロボボ
声 - 沢城みゆき
ロボットのキャラクター。モデルは小林直己。

## スタッフ
- 企画 - LDH JAPAN、KIDS B HAPPYプロジェクト[12]
- 監督・シリーズ構成・脚本 - 大塚隆史[12]
- キャラクターデザイン - イワタナオミ[12]
- ダンスパート演出 - 小野口洋
- 2Dアニメーション - ウサギ王[12]
- 3DCGアニメーション - アレクト[12]
- CGディレクター - 杉山ひかり
- CGプロデューサー - 成田穣
- サウンドディレクター - 荒川きよし[12]
- ADR・リレコーディングミキサー - 鈴木修二[12]
- 音響制作 - 神南スタジオ[12]
- 音楽 - PKCZ®︎、Chaki Zulu[12]
- エグゼクティブプロデューサー - EXILE HIRO[12]
- プロデューサー - 石井一弘、新井義浩、石井朋彦[12]
- アニメーションプロデューサー - 大塲さえ[12]
- 制作 - CRAFTAR[12]

## 主題歌
「KICK&SLIDE」
三代目 J SOUL BROTHERSによる主題歌。作詞はYVES&ADAMS、作曲はYVES&ADAMSとDirty Orange。
三代目 J SOUL BROTHERSの28枚目のシングル『JSB IN BLACK』に収録。

## 各話リスト
| 話数 | サブタイトル                       | 絵コンテ     | ディレクター | 初放送日      |
| ---- | ---------------------------------- | ------------ | ------------ | ------------- |
| #01  | 踊ればみんな Be Happy!!            | 大塚隆史     | 赤羽祐香     | 2021年 7月7日 |
| #02  | 迷子の子猫もダンシング!!           | 大塚隆史     | 赤羽祐香     | 7月14日       |
| #03  | 赤ちゃんビートでレッツゴー!!       | 木川田ともみ | 佐藤広大     | 7月21日       |
| #04  | 大渋滞を華麗にダンシング!!         | 田中明日香   | 深瀬沙哉     | 7月28日       |
| #05  | パニックフルーツダンシング!!       | 加藤タカ     | 加藤タカ     | 8月4日        |
| #06  | フライングUFO襲来!!                | 宮下麻緒     | 赤羽祐香     | 8月11日       |
| #07  | ムキムキ仮装でパーティーナイト!!   | 木川田ともみ | 佐藤広大     | 8月18日       |
| #08  | ドタバタテレビショー!!             | 中澤佳菜     | 赤羽祐香     | 8月25日       |
| #09  | チェケラ！DJ UFO!                  | 濱口和香     | 赤羽祐香     | 9月1日        |
| #10  | ニンニン忍者でステップ！           | 宮下麻緒     | 宮下麻緒     | 9月8日        |
| #11  | カレーカレーパニック！             | 加藤タカ     | 加藤タカ     | 9月15日       |
| #12  | キックのいない日                   | 赤羽祐香     | 赤羽祐香     | 9月22日       |
| #SP  | KIDS B HAPPYのアンバサダーを探せ！ | 大塚隆史     | 赤羽祐香     | -             |